# 투명인의 최후
"투명인의 최후"(透明人의 最後)는 한국에서 제작된 이창근 감독의 1960년 영화이다. 이민 등이 주연으로 출연하였고 이창근 등이 제작에 참여하였다.

## 출연

### 주연
- 이민
- 이경희
- 최봉
- 박옥초

## 기타
- 조명: 김영달
- 녹음: 이경순
- 미술: 홍성칠